# Бёдкер, Сесиль
Сесиль Скор Бёдкер (дат. Cecil Skaar Bødker; 27 марта 1927 — 19 апреля 2020) — датская детская писательница.

## Биография
Родилась во Фредерисии, после окончания школы четыре года училась на фабрике серебряных изделий, получила профессию ювелира и работала по этой специальности до того, как заняться профессионально литературой. Воспитывала четверых детей (в том числе двоих приёмных из Эфиопии). Вела замкнутый образ жизни, избегала появлений на публике. После присуждения ей премии Х. К. Андерсена С. Бёдкер из скромности отказалась лично принять участие в церемонии награждения, направив туда своего представителя.

## Творчество
Первое стихотворение Сесиль написала в возрасте 10 лет, а всерьёз занялась литературной работой с 28 лет. В ранний период своего творчества писательница создала ряд «взрослых» произведений, в которых уже встречаются психологически проницательные портреты детей. Первую повесть для детей о мальчике Силасе, сбежавшем из цирковой труппы, — «Силас и вороной» — Бёдкер написала в 1967 году. Эта повесть положила начало большому циклу произведений о Силасе: «Силас и Хромой Годик» (1969 г.), «Силас ловит четверку лошадей» (1972 г.), «Силас заводит семью» (1976 г.), «Силас на горе Себастьянберг» (1977 г.), «Силас и Кляча встречаются вновь» (1978 г.), «Силас встречает Матти» (1979 г.), «Силас. Голубые лошади» (1985 г.), «Силас. Наследство Себастьяна» (1986 г.), «Силас. Волки» (1988 г.), «Силас. Завещание» (1992 г.).
С 1999 года Датская Академия присуждает «премию Силаса» за выдающиеся достижения в детской литературе.
Кроме книг о Силасе, Сесиль Бёдкер написала также повести для школьников «Леопард» (1970 г.) и «Димма Голле» (1971 г.), а для малышей — повесть «Тиммерлис» (1969 г.) про всегда неразлучных брата Тима и сестру Лис, которых называют общим именем Тиммерлис.
Пребывание в Эфиопии в 1969 году нашло отражение в повестях Бёдкер «Леопард» (Leoparden) — о пастухе Тибезо, борющемся за жизнь, и «Дима Голе» (Dimma Gole) — о жизни мальчика в среде, где новая цивилизация сталкивается со архаичными первобытными порядками. Помимо этого, Бёдкер достаточно своеобразно пересказала Новый Завет, написав две книги о Деве Марии: «Дитя Марии. Мальчик. Мужчина» (Marias barn. Drengen. Manden).
В России творчество C. Бёдкер почти неизвестно, её произведения в России не издавались отдельными книгами, а выходили только в составе сборников:
- Повесть «Силас и вороной» — в сборнике «Пираты с острова Меларен».
- Новелла «Снег» — в антологии «Современная датская новелла».
- Новеллы «Дверь» и «Глухой» — в сборнике «Современная датская новелла»[5].

## Экранизации
- Силас / Silas(сериал) (1981)
- Тинке, маленькая волчица / Ulvepigen Tinke (2002).

## Награды
- Kritikerprisen[дат.] (1961)
- Премия имени Х. К. Андерсена (1976)
- Золотой Лавр[дат.] (1984)
- Премия Сёрена Гюльдендаля[дат.] (1987).